# Cirurgia para ocidentalização dos olhos
A cirurgia para ocidentalização dos olhos é um tipo de cirurgia plástica que consiste na remoção de gordura das pálpebras superiores, muitas vezes concomitantemente com a retirada de uma pequena parte de tecido muscular, a fim de deixar o rosto oriental menos inchado, proporcionando uma feição mais ocidentalizada. É realizada no Japão desde o fim do século XIX.
A cirurgia forma um suco palpebral, inexistente por motivos anatômico-raciais nos olhos de pessoas orientais.

## Operatório e pós-operatório
Sua realização envolve anestesia local e sedação. O pós-operatório é geralmente tranquilo, com poucos hematomas.